# Juliusz I Cybo-Malaspina
Juliusz I Cybo-Malaspina (ur. 1525 w Rzymie, zm. 18 maja 1548 w Mediolanie) – hrabia Massa i Carrara od 7 października 1546 do 27 czerwca 1547. Po jego śmierci te tereny przejęła jego matka Ricciarda.

## Życiorys
Urodził się jako syn Ricciardy Malaspina  jedynej córki i dziedziczki Alberyka II hrabiego Malaspina i Wawrzyńca Cybo hrabiego Ferentillo drugiego syna Franciszka Cybo (syna papieża Innocentego VIII) i Magdaleny de 'Medici (córki Wawrzyńca Wspaniałego). W marcu 1546 roku poślubił Julię Doria córkę Tomasza której kuzynem był Andrea Doria. Kilka miesięcy później roku kupił matce księstwo za czterdzieści tysięcy dukatów złota. by zdobyć tę kwotę poprosił o pożyczkę wuja który jednak mu odmówił. 

## Zdrada i śmierć
W związku z brakiem pieniędzy spowodowanym darowizną dla matki hrabiego, poddani zaczęli spiskować przeciwko niemu aby go zabić i oddać genueńczykom teren hrabstwa. Głównym  spiskowcem był Ottobono Fieschi i inni wygnani z Genui do Wenecji, jedynym warunkiem powrotu do miasta miało być zabójstwo Juliusza, zamieszani w to byli również ambasador Hiszpanii i inni członkowie partii pro-hiszpańskiej. Wsparcia udzielili im również bogaci członkowie rodzin Strozzi i Farnese.
Zdrada została jednak odkryta więc Juliusz zatrzymał się Pontremoli jednak to w Mediolanie został ścięty pomimo pisma procesowego kuzyna Kosmy I. Ciało zostało pochowane w katedrze Massa.

## Tytuły
Wielmożny hrabia Massa i Carrara, władca Moneta i Avenzo, patrycjusz rzymski i genueński, patrycjusz Pizy Florencji i Neapolu.